# Челекен (нефтяной проект)
Челеке́н (англ. Cheleken) — туркменский нефтегазовый проект, реализуемый на шельфе Каспийского моря по условиям соглашения о разделе продукции. Соглашение о разделе продукции, подписанное в 2000 году между правительством Туркменистана и Dragon Oil сроком на 25 лет, охватывает нефтеносный блок «Челекен».
В рамках проекта предусмотрена разработка нефти и газа на туркменском шельфе Каспийского моря. Район разработки включает в себя месторождения Джейтун (Банка LAM), Джигалыбек (Банка Жданова) и Челекенянгуммез (Причелекенский купол). Разведанные запасы блока составляют около 85 млн. тонн нефти и 62 млрд м³ газа.
Оператор проекта Челекена — англо-арабская нефтяная компания Dragon Oil. Площадь контрактной территории около 1026 км². В 2002 году началась добыча нефти и газа по проекту Челекен. Добыча нефти в 2008 году составила 2 млн. тонн.
К 2010 году добыча увеличится в 10 раз: до 3,65 млн. тонн в год. Осуществление этих намерений потребует вложений в объеме 2,2 млрд. дол., а также реконструкции и строительства 12 добывающих буровых платформ, строительства нескольких десятков километров трубопроводов, модернизации береговых структур по хранению и переработке нефти в Красноводском порту (Аладжа), а также строительства нефтехранилища емкостью 50 тыс. тонн. Туркменская сторона рассчитывает на 4,7 млрд долл. дохода от осуществления контракта, Dragon Oil — ок. 2 млрд. долл.